# David Needham
David Needham (nacido el 21 de mayo de 1949) es un exfútbolista inglés que jugó en equipos importantes como el Notts County, Nottingham Forest y el Queens Park Rangers en la English Football League, y en la North American Soccer League en el Toronto Blizzard, finalizando su carrera en el Kettering Town (liga inferior inglesa). Su posición principal era la de defensa central, y toda su carrera futbolística se comprende entre 1966 y 1986.

## Trayectoria
David desarrolló su ambición y amor en la cantera del Leicester City desde temprana edad, aunque nunca tuvo la oportunidad de jugar profesionalmente en el conjunto inglés, ya que el Notts County lo fichó en su infancia en 1966. Jugó para los Magpies durante 9 años, haciendo una notable actuación en la temporada 1969-70, siendo elegido como jugador del año en el club inglés.
Fue fichado por el Queens Park Rangers en 1977 por la cantidad de 90000 libras, una buena cantidad para la época, aunque su duración en el equipo fue de 6 meses por varios altibajos. La despedida de Frank Mclintock provocó que el entrenador Dave Sexton se interesara por el central.
El Nottingham Forest fichó a Needham en el mismo año (diciembre 1977) que el anterior traspaso por mayor cantidad; 140000 libras (£). Al final de la temporada (1977-78), el equipo obtendría dos títulos; el título de liga quedando en primera posición, y la copa inglesa doméstica, aunque este último trofeo no pudo conseguirlo David, debido a que ya estaba anteriormente inscrito con el Queens Park Rangers en la copa. En la siguiente temporada, pudo guardar en su vitrina otro título de liga y la Liga de Campeones, pero perdió en 1980 la famosa final de copa inglesa contra el Wolverhampton en los últimos minutos por un grave error de coordinación entre Needham y su portero, titular con la selección inglesa, Peter Shilton, que dejaron solo a Andy Gray para el gol. Al menos, en esa temporada repetirían el título de campeones de Europa.
Luego de abandonar al Nottingham Forest en 1982, dejó la liga inglesa para unirse a los canadienses de Toronto Blizzard por un año, en la ya finalizada North American Soccer League (68-84), liga que unía a los clubes de los Estados Unidos de América y Canadá.

## Selección
David Needham fue convocado con Inglaterra B (nivel inferior a la selección inglesa oficial) en 6 partidos, anotando 2 goles.

## Clubes
| Equipo              | Años      | Partidos | Goles |
| ------------------- | --------- | -------- | ----- |
| Notts County        | 1965-1977 | 429      | (32)  |
| Queens Park Rangers | 1977      | 18       | (3)   |
| Nottingham Forest   | 1977-1982 | 86       | (9)   |
| Toronto Blizzard    | 1982      | 12       | (1)   |
| Kettering Town      | 1983-1986 | 22       | (2)   |
| Total               | Total     | 567      | (47)  |